# Lindale (Geòrgia)
Lindale és una concentració de població designada pel cens dels Estats Units a l'estat de Geòrgia. Segons el cens del 2000 tenia 4.088 habitants.

## Demografia
Segons el cens del 2000, Lindale tenia 4.088 habitants, 1.682 habitatges, i 1.165 famílies. La densitat de població era de 286,5 habitants/km².
Dels 1.682 habitatges en un 29,4% hi vivien nens de menys de 18 anys, en un 52,5% hi vivien parelles casades, en un 12,4% dones solteres, i en un 30,7% no eren unitats familiars. En el 26,5% dels habitatges hi vivien persones soles el 12,9% de les quals corresponia a persones de 65 anys o més que vivien soles. El nombre mitjà de persones vivint en cada habitatge era de 2,42 i el nombre mitjà de persones que vivien en cada família era de 2,91.
Per edats la població es repartia de la següent manera: un 23,8% tenia menys de 18 anys, un 8,3% entre 18 i 24, un 28,6% entre 25 i 44, un 21,7% de 45 a 60 i un 17,6% 65 anys o més.
L'edat mediana era de 38 anys. Per cada 100 dones de 18 o més anys hi havia 85,8 homes.
La renda mediana per habitatge era de 28.486 $ i la renda mediana per família de 31.563 $. Els homes tenien una renda mediana de 26.657 $ mentre que les dones 21.910 $. La renda per capita de la població era de 15.844 $. Entorn del 10,8% de les famílies i el 16% de la població estaven per davall del llindar de pobresa.

## Poblacions més properes
El següent diagrama mostra les poblacions més properes.